# Linha 3 (Metro de Atenas)

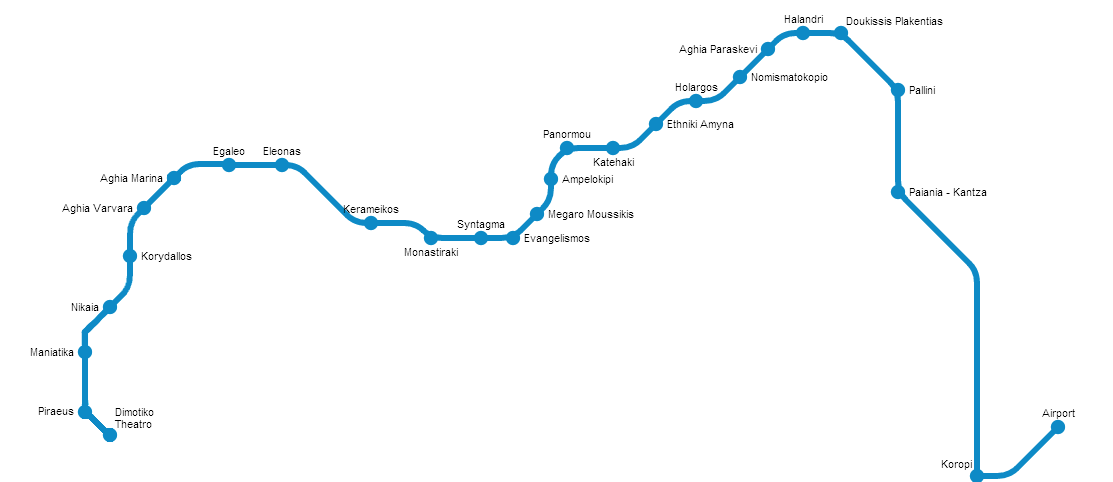
Mapa da linha 3

A Linha 3 é uma das três linhas do metro de Atenas. Começa na estação de Agia Marina e vai até à Estação Doukissis Plakentias continuando depois para o Aeroporto pela linha do Kiato. Tem 17 estações e foi inaugurada em 2000.
A estação possui estacionamento com capacidade para 630 veículos e um terminal de ônibus atendido pelas linhas (302, 306, 307, 314, 319, 405, 407, 411). Além destas, passam pela estação as linhas (Μ3, 403, 412, 447 e 406)
A linha 3 entrou em serviço em 28 de janeiro de 2000 como "linha 2". A secção original ligava Sintagma e Ethniki Amyna.
Em 2012 começaram trabalhos para uma extensão, prevista para 2019, até Dimotiko Theatro no Pirei via estação do porto do Pireu.

## Percurso
|  |   |  | Estação              | Coordenadas                  | Comuna (distrito regional)              | Inauguração                               | Locais de interesse                                                                                     | Correspondências |
|  | - |  | -------------------- | ---------------------------- | --------------------------------------- | ----------------------------------------- | --- | ---------------- |
|  | • |  | Agia Marina          | 37° 59′ 49″ N, 23° 40′ 04″ L | Agia Varvara (Atenas Ocidental)         | 14 de dezembro de 2013                    | |                  |
|  | • |  | Egaleo               | 37° 59′ 30″ N, 23° 40′ 55″ L | Egaleo (Atenas Ocidental)               | 26 de maio de 2007 (caminho de ferro)     | |                  |
|  | • |  | Eleonas              | 37° 59′ 16″ N, 23° 41′ 36″ L | Egaleo (Atenas Ocidental)               | 26 de maio de 2007 (caminho de ferro)     | |                  |
|  | • |  | Keramikos            | 37° 58′ 43″ N, 23° 42′ 40″ L | Atenas                                  | 26 de maio de 2007 (caminho de ferro)     | |                  |
|  | o |  | Monastiraki          | 37° 58′ 36″ N, 23° 43′ 33″ L | Atenas                                  | 22 de abril de 2003 (caminho de ferro)    | Ágora de Atenas Ágora romana Biblioteca de Adriano                                                      |                  |
|  | o |  | Sintagma             | 37° 58′ 31″ N, 23° 44′ 08″ L | Atenas                                  | 29 de janeiro de 2000 (caminho de ferro)  | Parlamento da Grécia Túmulo do Soldado Desconhecido Praça Sintagma Jardim Nacional de Atenas Zappeion   |                  |
|  | • |  | Evangelismos         | 37° 58′ 34″ N, 23° 44′ 49″ L | Atenas                                  | 29 de janeiro de 2000 (caminho de ferro)  | Hospital Evangelismós Museu da Guerra de Atenas Museu Bizantino e Cristão Pinacoteca Nacional de Atenas |                  |
|  | • |  | Megaro Moussikis     | 37° 58′ 44″ N, 23° 45′ 10″ L | Atenas                                  | 29 de janeiro de 2000 (caminho de ferro)  | Salle des spectacles d'Atenas « Mégaro Mousikis »                                                       |                  |
|  | • |  | Ambelokipi           | 37° 59′ 14″ N, 23° 45′ 28″ L | Atenas                                  | 29 de janeiro de 2000 (caminho de ferro)  | Quartel-geral da polícia grega                                                                          |                  |
|  | • |  | Panormou             | 37° 59′ 35″ N, 23° 45′ 49″ L | Atenas                                  | 29 de janeiro de 2000 (caminho de ferro)  | |                  |
|  | • |  | Katechaki            | 37° 59′ 35″ N, 23° 46′ 35″ L | Atenas                                  | 29 de janeiro de 2000 (caminho de ferro)  | |                  |
|  | • |  | Ethniki Amyna        | 37° 59′ 58″ N, 23° 47′ 05″ L | Papágou-Cholargós (Atenas Setentrional) | 29 de janeiro de 2000 (caminho de ferro)  | Ministério da Defesa Ministério dos Transportes                                                         |                  |
|  | • |  | Cholargos            | 38° 00′ 18″ N, 23° 47′ 40″ L | Papágou-Cholargós (Atenas Setentrional) | 23 de julho de 2000                       | |                  |
|  | • |  | Nomismatokopio       | 38° 00′ 35″ N, 23° 48′ 22″ L | Agia Paraskevi (Atenas Setentrional)    | 2 de setembro de 2009                     | |                  |
|  | • |  | Agia Paraskevi       | 38° 01′ 02″ N, 23° 48′ 45″ L | Chalándri (Atenas Setentrional)         | 30 de dezembro de 2010                    | |                  |
|  | • |  | Chalandri            | 38° 01′ 18″ N, 23° 49′ 16″ L | Chalandri (Atenas Setentrional)         | 28 de julho de 2004 (caminho de ferro)    | |                  |
|  | o |  | Doukissis Plakentias | 38° 01′ 27″ N, 23° 50′ 00″ L | Chalándri (Atenas Setentrional)         | 28 de julho de 2004 (caminho de ferro)    | | Π2               |
|  | o |  | Pallini              | 38° 00′ 20″ N, 23° 52′ 11″ L | Pallini (Ática Oriental)                | 20 de setembro de 2006 (caminho de ferro) | | Π2               |
|  | o |  | Paiania-Kantza       | 37° 59′ 04″ N, 23° 52′ 12″ L | Paiania (Ática Oriental)                | 10 de julho de 2006 (caminho de ferro)    | | Π2               |
|  | o |  | Koropi               | 37° 54′ 46″ N, 23° 53′ 45″ L | Koropi (Ática Oriental)                 | 10 de julho de 2006 (caminho de ferro)    | | Π2               |
|  | o |  | Aeroporto            | 37° 56′ 13″ N, 23° 56′ 41″ L | Spata (Ática Oriental)                  | 30 de julho de 2004 (caminho de ferro)    | Aeroporto Internacional de Atenas Eleftherios Venizelos                                                 | Π2               |

## Prolongamento para o Pireu
Estão previstas seis estações novas no prolongamento de 7,6 km entre Agia Marina e o Pireu.
- Agia Varvara (2019)
- Korydallos (2019)
- Nikea (2019)
- Maniatika (2019)
- Pireu (2019)
- Dimotiko Theatro do Pireu (2019)